# 2017年度の将棋界
2017年度の将棋界（2017ねんどのしょうぎかい）では、2017年（平成29年）4月から2018年（平成30年）3月の将棋界に関する出来事について記述する。

## できごと
タイトル戦の結果ならびに新記録などの初めておきた出来事に関しては太字で表示する。

### 2017年4月
- 1日 - 「第2期叡王戦」で優勝した佐藤天彦叡王と、「第4回電王トーナメント」で優勝した将棋ソフトPONANZAによる第2期電王戦二番勝負第1局が行われ、将棋ソフトのPONANZAが勝利[1]。
- 4日 - 第67期王将戦一次予選で藤井聡太四段が小林裕士七段に勝利し、新記録となる四段デビューから11連勝を達成[2]。
- 6・7日 - 第75期名人戦七番勝負第1局が行われ、稲葉陽八段が先勝（稲葉陽八段 1-0 佐藤天彦名人）[3][4]。
- 11日 - 第10期マイナビ女子オープン五番勝負第1局が行われ、加藤桃子女王が先勝（加藤桃子女王 1-0 上田初美女流三段）[5][6]。
- 20日 - 第10期マイナビ女子オープン五番勝負第2局が行われ、加藤桃子女王が2連勝（加藤桃子女王 2-0 上田初美女流三段）[7][6]。
- 20・21日 - 第75期名人戦七番勝負第2局が行われ、佐藤天彦名人が勝利（佐藤天彦名人 1-1 稲葉陽八段）[8][4]。
- 22日 - 将棋を題材にした映画「3月のライオン・後編」が公開[9]。
- 25日 - 第88期棋聖戦挑戦者決定戦が行われ、斎藤慎太郎七段（対糸谷哲郎八段）が勝利し羽生善治棋聖への挑戦権を獲得[10]。
- 26日 - 第28期女流王位戦五番勝負第1局が行われ、里見香奈女流王位が先勝（里見香奈女流王位 1-0 伊藤沙恵女流二段）[11][12]。
- 28日
  - 佐藤康光九段が紫綬褒章を受章。将棋界での褒章受賞者は13人目[13]。
  - 第25回関西囲碁将棋記者クラブ賞の発表があり、将棋部門で久保利明王将が受賞（5回目）。特別賞を森信雄七段が受賞[14]。
- 29日 - 第10回世田谷花みず木女流オープン戦が行われ、決勝で渡部愛女流初段が塚田恵梨花女流2級に勝利し優勝[15]。

### 2017年5月
- 1・2日 - 第75期名人戦七番勝負第3局が行われ、稲葉陽八段が勝利（稲葉陽八段 2-1 佐藤天彦名人）[16][4]。
- 12日 - 第28期女流王位戦五番勝負第2局が行われ、伊藤沙恵女流二段が勝利（伊藤沙恵女流二段 1-1 里見香奈女流王位）[17][12]。
- 16日 - 第10期マイナビ女子オープン五番勝負第3局が行われ、加藤桃子女王が3連勝で4期連続4期目の女王位を防衛（加藤桃子女王 3-0 上田初美女流三段）[18][6]。
- 16・17日 - 第75期名人戦七番勝負第4局が行われ、佐藤天彦名人が勝利（佐藤天彦名人 2-2 稲葉陽八段）[19][4]。
- 20日
  - 第2期電王戦二番勝負第2局が行われ、PONANZAが勝利。将棋ソフトの2連勝で終わった[20][1]。
  - 「叡王戦」がタイトル戦へ昇格、1983年度の王座戦以来34年ぶり、初の8大タイトルになる[21]。
- 23日 - 前年度に発生した将棋ソフト不正使用疑惑について、三浦弘行九段と日本将棋連盟の間で和解が成立[22]。
- 26・27日 - 第75期名人戦七番勝負第5局が行われ、佐藤天彦名人が勝利（佐藤天彦名人 3-2 稲葉陽八段）[23][4]。
- 31日 - 第28期女流王位戦五番勝負第3局が行われ、里見香奈女流王位が勝利（里見香奈女流王位 2-1 伊藤沙恵女流二段）[24][12]。

### 2017年6月
- 1日 - 第88期棋聖戦五番勝負第1局が行われ、羽生善治棋聖が先勝（羽生善治棋聖 1-0 斎藤慎太郎七段）[25][26]。
- 5日・6日 - 第75期名人戦七番勝負第6局が行われ、佐藤天彦名人が勝利し2期連続2期目の名人位を防衛（佐藤天彦名人 4-2 稲葉陽八段）[27][4]。
- 7日 - 第28期女流王位戦五番勝負第4局が行われ、伊藤沙恵女流二段が勝利（伊藤沙恵女流二段 2-2 里見香奈女流王位）[28][12]。
- 9日 - 第58期王位戦挑戦者決定戦が行われ、菅井竜也七段（対澤田真吾六段）が勝利し羽生善治王位への挑戦権を獲得[29]。
- 17日
  - 第88期棋聖戦五番勝負第2局が行われ、羽生善治棋聖が2連勝（羽生善治棋聖 2-0 斎藤慎太郎七段）[30][26]。
  - 1dayトーナメント第65回坪井カップが行われ、決勝戦で島井咲緒里女流二段が蛸島彰子女流六段に勝利し優勝[31]。
- 23日 - 大内延介九段が75歳で死去[32]。
- 26日 - 第30期竜王戦決勝トーナメントで藤井聡太四段が増田康宏四段に勝利し、四段デビューから負けなしの29連勝を達成し、歴代連勝記録の単独トップとなった[33]。
- 27日 - 第28期女流王位戦五番勝負第5局が行われ、里見香奈女流王位が勝利し3期連続4期目の女流王位を防衛（里見香奈女流王位 3-2 伊藤沙恵女流二段）[34][12]。

### 2017年7月
- 1日 - 第88期棋聖戦五番勝負第3局が行われ、斎藤慎太郎七段が勝利（斎藤慎太郎七段 1-2 羽生善治棋聖）[35][26]。
- 2日 - 第30期竜王戦決勝トーナメントで佐々木勇気五段が藤井聡太四段に勝利し、歴代連勝記録を29で止めた[36]。
- 5・6日 - 第58期王位戦七番勝負第1局が行われ、菅井竜也七段が先勝（菅井竜也七段 1-0 羽生善治王位）[37][38]。
- 11日 - 第88期棋聖戦五番勝負第4局が行われ、羽生善治棋聖が勝利し10期連続16期目の棋聖位を防衛（羽生善治棋聖 3-1 斎藤慎太郎七段）[39][26]。
- 16日 - 第6回門脇芳雄賞を、宮田敦史六段と藤井聡太四段が受賞[40]。
- 25・26日 - 第58期王位戦七番勝負第2局が行われ、菅井竜也七段が2連勝（菅井竜也七段 2-0 羽生善治王位）[41][38]。
- 28日
  - 第65期王座戦挑戦者決定戦が行われ、中村太地六段（対青嶋未来五段）が勝利し羽生善治王座への挑戦権を獲得[42]。
  - 佐藤康光九段が第76期順位戦で広瀬章人八段に勝利し、公式戦通算1000勝（特別将棋栄誉賞）を達成。歴代9人目・年少記録4位（47歳9カ月）・速度記録4位（30年4カ月）・勝率記録5位（0.626）での達成[43]。

### 2017年8月
- 8日 - 第39期女流王将戦挑戦者決定戦が行われ（9月9日放送）、伊藤沙恵女流二段（対加藤桃子女王）が勝利し里見香奈女流王将への挑戦権を獲得[44]。
- 8・9日 - 第58期王位戦七番勝負第3局が行われ、羽生善治王位が勝利（羽生善治王位 1-2 菅井竜也七段）[45][38]。
- 10日 - 先崎学九段の休場（9月から2018年3月まで）を発表[46]。
- 22・23日 - 第58期王位戦七番勝負第4局が行われ、菅井竜也七段が勝利。自身初タイトルに王手をかける（菅井竜也七段 3-1 羽生善治王位）[47][38]。
- 27日
  - 第3回女子将棋YAMADAチャレンジ杯が行われ、決勝で石本さくら女流初段が鈴木環那女流二段に勝利し優勝[48]。
  - 第2回上州YAMADAチャレンジ杯が行われ、決勝で三枚堂達也五段が高見泰地五段に勝利し優勝[49]。
- 29・30日 - 第58期王位戦七番勝負第5局が行われ、菅井竜也七段が勝利し王位を奪取。タイトル初挑戦にして初タイトルを手にする（菅井竜也七段 4-1 羽生善治王位）[50][38]。

### 2017年9月
- 5日 - 第65期王座戦五番勝負第1局が行われ、中村太地六段が先勝（中村太地六段 1-0 羽生善治王座）[51][52]。
- 6日 - 賀集正三七段が85歳で死去[53]。
- 8日 - 第30期竜王戦挑戦者決定戦が行われ、羽生善治二冠（対松尾歩八段）が勝利し渡辺明竜王への挑戦権を獲得[54]。
- 11日 - 第7期女流王座戦挑戦者決定戦が行われ、加藤桃子女王（対香川愛生女流三段）が勝利し里見香奈女流王座への挑戦権を獲得[55]。
- 19日 - 第65期王座戦五番勝負第2局が行われ、中村太地六段が2連勝。初タイトルに王手（中村太地六段 2-0 羽生善治王座）[56][52]。
- 25日 - 第25期大山名人杯倉敷藤花戦挑戦者決定戦が行われ、伊藤沙恵女流二段（対甲斐智美女流五段）が勝利し里見香奈倉敷藤花への挑戦権を獲得[57]。
- 26日 - 第25期銀河戦決勝が放映され、久保利明王将が羽生善治二冠に勝利し優勝[58]。

### 2017年10月
- 3日 - 第65期王座戦五番勝負第3局が行われ、羽生善治王座が勝利（羽生善治王座 1-2 中村太地六段）[59][52]。
- 4日 - 泉正樹八段が第59期王位戦予選で木下浩一七段に勝利し、51人目となる公式戦通算600勝（将棋栄誉賞）を達成[60]。
- 8日 - 第11回白瀧あゆみ杯争奪戦決勝が行われ、渡部愛女流初段が塚田恵梨花女流1級に勝利し優勝[61]。
- 11日 - 第65期王座戦五番勝負第4局が行われ、中村太地六段が勝利し王座を奪取。タイトル挑戦3度目にして初タイトルを獲得。羽生王座は王位に続き2連続でタイトルを奪われ14年ぶりに1冠となる（中村太地六段 3-1 羽生善治王座）[62][52]。
- 14日 - 第39期女流王将戦三番勝負第1局が行われ（11月5日放送）、里見香奈女流王将が先勝（里見香奈女流王将 1-0 伊藤沙恵女流二段）[44]。
- 16日 - 第48期新人王戦決勝三番勝負が行われ、増田康宏四段が佐々木大地四段に勝利し2連勝で連覇を達成[63]。
- 19日 - 第39期女流王将戦三番勝負第2局が行われ（11月11日放送）、里見香奈女流王将が連勝で3期連続6期目の女流王将位防衛（里見香奈女流王将 2-0 伊藤沙恵女流二段）[44]。
- 20・21日 - 第30期竜王戦七番勝負第1局が行われ、羽生善治棋聖が先勝（羽生善治棋聖 1-0 渡辺明竜王）[64][65]。
- 22日 - 第7期加古川青流戦三番勝負が行われ、西田拓也四段が井出隼平四段に2勝1敗で優勝[66]。
- 26日 - 第7期女流王座戦五番勝負第1局が行われ、加藤桃子女王が先勝（加藤桃子女王 1-0 里見香奈女流王座）[67][68]。
- 28・29日 - 第30期竜王戦七番勝負第2局が行われ、羽生善治棋聖が2連勝（羽生善治棋聖 2-0 渡辺明竜王）[69][65]。

### 2017年11月
- 2日 - 森内俊之九段が紫綬褒章を受章。将棋界での褒章受賞者は14人目[70]。
- 3日 - 深浦康市九段が第67期王将戦挑戦者決定リーグ戦で、斎藤慎太郎七段に勝利し、19人目となる公式戦通算800勝（将棋栄誉敢闘賞）を達成[71]。
- 4・5日 - 第30期竜王戦七番勝負第3局が行われ、渡辺明竜王が勝利（渡辺明竜王 1-2 羽生善治棋聖）[72][65]。
- 7日 - 第25期倉敷藤花戦三番勝負第1局が行われ、里見香奈倉敷藤花が先勝（里見香奈倉敷藤花 1-0 伊藤沙恵女流二段）[73][74]。
- 11日 - 第7期女流王座戦五番勝負第2局が行われ、加藤桃子女王が2連勝（加藤桃子女王 2-0 里見香奈女流王座）[75][68]。
- 19日 - 第38期将棋日本シリーズJTプロ公式戦が行われ、山崎隆之八段が豊島将之JT杯覇者に勝利し初優勝[76]。
- 21日
  - 藤井聡太四段が第66期王座戦一次予選で平藤真吾七段に勝利し、史上最年少(15歳4か月)での公式戦通算50勝を達成[77]。
  - 第67期王将戦挑戦者決定リーグ戦で、最終戦の一斉対局が行われ、豊島将之八段（対深浦康市九段）が勝利し久保利明王将への挑戦権を獲得[78]。
- 22日 - 第7期女流王座戦五番勝負第3局が行われ、里見香奈女流王座が勝利（里見香奈女流王座 1-2 加藤桃子女王）[68]。
- 23・24日 - 第30期竜王戦七番勝負第4局が行われ、羽生善治棋聖が勝利。永世竜王に王手をかける（羽生善治棋聖 3-1 渡辺明竜王）[79][65]。
- 26日 - 第25期倉敷藤花戦三番勝負第2局が行われ、里見香奈倉敷藤花が連勝し3期連続8期目の倉敷藤花を防衛（里見香奈倉敷藤花 2-0 伊藤沙恵女流二段）[80][74]。

### 2017年12月
- 1日 - 矢内理絵子女流五段（12月から2019年3月まで）の休場継続と、井道千尋女流二段（12月から2018年3月まで）の休場を発表[81]。
- 4・5日 - 第30期竜王戦七番勝負第5局が行われ、羽生善治棋聖が勝利し15期ぶり7期目の竜王位を奪取。永世竜王資格を獲得し永世七冠を達成（羽生善治棋聖 4-1 渡辺明竜王）[82][65]。
- 8日 - 第7期女流王座戦五番勝負第4局が行われ、里見香奈女流王座が2連勝でタイに戻し勝負は最終局に持ち越し（里見香奈女流王座 2-2 加藤桃子女王）[83][68]。
- 16日 - 1dayトーナメント第66回Minervaカップ2017が行われ、決勝戦で渡部愛女流二段が上川香織女流二段に勝利し優勝[84]。
- 20日 - 第7期女流王座戦五番勝負第5局が行われ、里見香奈女流王座が勝利し2期連続3期目の女流王座を防衛（里見香奈女流王座 3-2 加藤桃子女王）[85][68]。
- 21日 - 木村一基九段が第76期順位戦B級1組で山崎隆之八段に勝利し、52人目となる公式戦通算600勝（将棋栄誉賞）を達成[86]。
- 27日
  - 第43期棋王戦挑戦者決定二番勝負第2局が行われ、永瀬拓矢七段（対黒沢怜生五段）が勝利し渡辺明棋王への挑戦権を獲得[87]。
  - 長谷部久雄九段が84歳で死去[88]。

### 2018年1月
- 5日 - 永世七冠の達成を受けて羽生善治竜王の国民栄誉賞受賞が決定[89]。
- 7・8日 - 第67期王将戦七番勝負第1局が行われ、豊島将之八段が先勝（豊島将之八段 1-0 久保利明王将）[90][91]。
- 14日 - 第44期女流名人戦五番勝負第1局が行われ、里見香奈女流名人が先勝（里見香奈女流名人 1-0 伊藤沙恵女流二段）[92][93]。
- 19日 - 南芳一九段が第76期順位戦C級2組で石田直裕五段に勝利し、20人目となる公式戦通算800勝（将棋栄誉敢闘賞）を達成[94]。
- 24日 - 第3期叡王戦本戦トーナメント準決勝が行われ、金井恒太六段（対行方尚史八段）が勝利し決勝七番勝負進出[95]。
- 27・28日 - 第67期王将戦七番勝負第2局が行われ、久保利明王将が勝利し1勝1敗に（久保利明王将 1-1 豊島将之八段）[96][91]。
- 28日 - 第44期女流名人戦五番勝負第2局が行われ、里見香奈女流名人が勝利し2連勝で王手をかける（里見香奈女流名人 2-0 伊藤沙恵女流二段）[97][93]。
- 29日
  - 第3期叡王戦本戦トーナメント準決勝が行われ、高見泰地五段（対丸山忠久九段）が勝利し決勝七番勝負進出。規定により六段に昇段[98]。
  - 行方尚史八段が第89期棋聖戦二次予選で村山慈明七段に勝利し、53人目となる公式戦通算600勝（将棋栄誉賞）を達成[99]。

### 2018年2月
- 3・4日 - 第67期王将戦七番勝負第3局が行われ、久保利明王将が勝利し2勝1敗に（久保利明王将 2-1 豊島将之八段）[100][91]。
- 4日 - 第44期女流名人戦五番勝負第1局が行われ、里見香奈女流名人が3連勝で、9期連続9期目の女流名人位防衛（里見香奈女流名人 3-0 伊藤沙恵女流二段）[101]。
- 6日 - 島朗九段が第76期順位戦C級1組で門倉啓太五段に勝利し、21人目となる公式戦通算800勝（将棋栄誉敢闘賞）を達成[102]。
- 12日 - 第43期棋王戦五番勝負第1局が行われ、渡辺明棋王が先勝（渡辺明棋王 1-0 永瀬拓矢 七段）[103][104]。
- 16日 - 第45期女流名人戦予選が行われ、蛸島彰子女流六段が山口恵梨子女流二段に敗退し現役を引退[105]。
- 17日 - 第11期朝日杯将棋オープン戦が行われ、決勝戦で藤井聡太五段が広瀬章人八段に勝利し初優勝。15歳6ヵ月の最年少で全棋士参加棋戦優勝。五段昇段後全棋士参加棋戦優勝の規定により六段に昇段。最年少六段昇段となった[106]。
- 19・20日 - 第67期王将戦七番勝負第4局が行われ、久保利明王将が3連勝し3勝1敗で王手をかける（久保利明王将 3-1 豊島将之八段）[107][91]。
- 24日 - 第43期棋王戦五番勝負第2局が行われ、永瀬拓矢七段が勝ち1勝1敗に（永瀬拓矢七段 1-1 渡辺明棋王）[108][104]。
- 27・28日 - 第31期竜王戦6組ランキング戦において、牧野光則対中尾敏之の対局が420手という、記録が残っている1954年以降では最長手数を記録する（結果は持将棋）[109]。

### 2018年3月
- 1日 - 第11期マイナビ女子オープン挑戦者決定戦が行われ、西山朋佳奨励会三段（対岩根忍女流三段）が勝利し加藤桃子女王への挑戦権を獲得[110]。
- 2日 - 第76期順位戦A級11回戦（最終局）が静岡市葵区の浮月楼で行われ、トップが稲葉陽・羽生善治・広瀬章人・佐藤康光・久保利明・豊島将之の6名が6勝4敗で並んだ結果、史上最多人数によるプレーオフの開催が決定する[111]。
- 6・7日 - 第67期王将戦七番勝負第5局が行われ、豊島将之八段が勝利（豊島将之八段 2-3 久保利明王将）[112]。
- 11日 - 第43期棋王戦五番勝負第3局が行われ、渡辺明棋王が勝利（渡辺明棋王 2-1 永瀬拓矢 七段）[113]。
- 14・15日 - 第67期王将戦七番勝負第6局が行われ、久保利明王将が勝利し2期連続4期目の王将位防衛（久保利明王将 4-2 豊島将之八段）[114]。
- 18日 - 第67回NHK杯テレビ将棋トーナメント決勝が放送され、山崎隆之八段が稲葉陽八段に勝利し13年ぶり2回目の優勝[115]。
- 20日 - 第43期棋王戦五番勝負第4局が行われ、永瀬拓矢七段が勝利し勝負は最終局に持ち越し（永瀬拓矢七段 2-2 渡辺明棋王）[116]。
- 21日
  - 第76期順位戦A級挑戦者決定プレーオフ決勝が行われ、羽生善治竜王（対稲葉陽八段）が勝利し佐藤天彦名人への挑戦権を獲得[117]。
  - 1dayトーナメント第67回けやきカップが行われ、決勝戦で島井咲緒里女流二段が堀彩乃女流2級に勝利し優勝[118]。
- 25日 - 第15回詰将棋解答選手権が行われ、藤井聡太六段が4連覇を達成[119]。
- 30日
  - 第43期棋王戦五番勝負第5局が行われ、渡辺明棋王が勝利し6期連続6期目の棋王防衛（渡辺明棋王 3-2 永瀬拓矢七段）[120]。
  - 小林健二九段、神崎健二八段の2名が2018年度からフリークラスに転出することを発表[121]。

## 記録

### タイトル戦
| 棋戦   | 勝者                | 開催時期      | 番勝負        | 番勝負 | 番勝負         | 備考                            | 注      |
| 棋戦   | 勝者                | 開催時期      | 在位者        | 勝敗   | 挑戦者         | 備考                            | 注      |
| ------ | ------------------- | ------------- | ------------- | ------ | -------------- | ------------------------------- | ------- |
| 名人戦 | 第75期名人 佐藤天彦 | 2017年4-6月   | 佐藤天彦 名人 | 4-2    | 稲葉陽 八段    | 2期連続(通算2期)                | [ 4 ]   |
| 棋聖戦 | 第88期棋聖 羽生善治 | 2017年6-7月   | 羽生善治 棋聖 | 3-1    | 斎藤慎太郎七段 | 10期連続(通算16期)              | [ 26 ]  |
| 王位戦 | 第58期王位 菅井竜也 | 2017年7-9月   | 羽生善治 王位 | 1-4    | 菅井竜也 七段  | 初王位                          | [ 38 ]  |
| 王座戦 | 第65期王座 中村太地 | 2017年9-10月  | 羽生善治 王座 | 1-3    | 中村太地 六段  | 初王座                          | [ 52 ]  |
| 竜王戦 | 第30期竜王 羽生善治 | 2017年10-12月 | 渡辺明 竜王   | 1-4    | 羽生善治 棋聖  | 15期ぶり(通算7期・永世竜王資格) | [ 65 ]  |
| 王将戦 | 第67期王将 久保利明 | 2018年1-3月   | 久保利明 王将 | 4-2    | 豊島将之 八段  | 2期連続(通算4期)                | [ 91 ]  |
| 棋王戦 | 第43期棋王 渡辺明   | 2018年2-3月   | 渡辺明 棋王   | 3-2    | 永瀬拓矢 七段  | 6期連続(通算6期)                | [ 104 ] |

- 叡王戦は今期よりタイトル戦に昇格したが、番勝負は翌年度に行われた為、名人戦同様にタイトル戦番勝負が行われた2018年度に記載する。

### その他の棋戦
| 新：新人棋戦 |

| 棋戦                   | 類 | 回 | 優勝者         | 決勝開催日            | 準優勝者       | 備考           | 注      |
| ---------------------- | -- | -- | -------------- | --------------------- | -------------- | -------------- | ------- |
| 上州YAMADAチャレンジ杯 | 新 | 2  | 三枚堂達也五段 | 2017年8月27日         | 高見泰地五段   | 初優勝         | [ 122 ] |
| 銀河戦                 |    | 25 | 久保利明王将   | 2017年9月26日（放送） | 羽生善治二冠   | 初優勝         | [ 123 ] |
| 新人王戦               | 新 | 48 | 増田康宏四段   | 2017年10月16日        | 佐々木大地四段 | 2年連続2回目   | [ 124 ] |
| 加古川青流戦           | 新 | 7  | 西田拓也四段   | 2017年10月22日        | 井出隼平四段   | 初優勝         | [ 125 ] |
| 将棋日本シリーズ       |    | 38 | 山崎隆之八段   | 2017年11月19日        | 豊島将之八段   | 初優勝         | [ 126 ] |
| 朝日杯将棋オープン戦   |    | 11 | 藤井聡太五段   | 2018年2月17日         | 広瀬章人八段   | 初優勝(最年少) | [ 106 ] |
| NHK杯将棋トーナメント  |    | 67 | 山崎隆之八段   | 2018年3月18日（放送） | 稲葉陽八段     | 13年ぶり2回目  | [ 115 ] |

### 女流タイトル戦
| 棋戦                 | 勝者                    | 開催時期      | 番勝負           | 番勝負 | 番勝負           | 備考             | 注     |
| 棋戦                 | 勝者                    | 開催時期      | 在位者           | 勝敗   | 挑戦者           | 備考             | 注     |
| -------------------- | ----------------------- | ------------- | ---------------- | ------ | ---------------- | ---------------- | ------ |
| マイナビ女子オープン | 第10期女王 加藤桃子     | 2017年4-5月   | 加藤桃子 女王    | 3-0    | 上田初美女流三段 | 4期連続(通算4期) | [ 6 ]  |
| 女流王位戦           | 第28期女流王位 里見香奈 | 2017年4-6月   | 里見香奈女流王位 | 3-2    | 伊藤沙恵女流二段 | 3期連続(通算4期) | [ 12 ] |
| 女流王将戦           | 第39期女流王将 里見香奈 | 2017年10月    | 里見香奈女流王将 | 2-0    | 伊藤沙恵女流二段 | 3期連続(通算6期) | [ 44 ] |
| 倉敷藤花戦           | 第25期倉敷藤花 里見香奈 | 2017年11月    | 里見香奈倉敷藤花 | 2-0    | 伊藤沙恵女流二段 | 3期連続(通算8期) | [ 74 ] |
| 女流王座戦           | 第7期女流王座 里見香奈  | 2017年10-12月 | 里見香奈女流王座 | 3-2    | 加藤桃子 女王    | 2期連続(通算3期) | [ 68 ] |
| 女流名人戦           | 第44期女流名人 里見香奈 | 2018年1-2月   | 里見香奈女流名人 | 3-0    | 伊藤沙恵女流二段 | 9期連続(通算9期) | [ 93 ] |

### その他の女流棋戦
| 新：新人棋戦 L：LPSA主催 非：非公式戦 |

| 棋戦                         | 類    | 回 | 優勝者             | 決勝開催日     | 準優勝者          | 備考   | 注      |
| ---------------------------- | ----- | -- | ------------------ | -------------- | ----------------- | ------ | ------- |
| 世田谷花みず木女流オープン戦 | 非    | 10 | 渡部愛女流初段     | 2017年4月29日  | 塚田恵梨花女流2級 | 初優勝 | [ 127 ] |
| 1dayトーナメント             | L     | 65 | 島井咲緒里女流二段 | 2017年6月17日  | 蛸島彰子女流六段  | 9回目  | [ 31 ]  |
| 1dayトーナメント             | L     | 66 | 渡部愛女流二段     | 2017年12月16日 | 上川香織女流二段  | 12回目 | [ 84 ]  |
| 1dayトーナメント             | L     | 67 | 島井咲緒里女流二段 | 2018年3月21日  | 堀彩乃女流2級     | 10回目 | [ 118 ] |
| 女子将棋YAMADAチャレンジ杯   |       | 3  | 石本さくら女流初段 | 2017年8月27日  | 鈴木環那女流二段  | 初優勝 | [ 128 ] |
| 白瀧あゆみ杯争奪戦           | 非/新 | 11 | 渡部愛女流初段     | 2017年10月8日  | 塚田恵梨花女流1級 | 初優勝 | [ 129 ] |

### 順位戦
第76期順位戦（2017年6月 - 2018年3月）
| 次期クラス | 棋士           | 成績            | 注      |
| ---------- | -------------- | --------------- | ------- |
| A級        | 糸谷哲郎八段   | B級1組(8勝2敗)  | [ 130 ] |
| A級        | 阿久津主税八段 | B級1組(6勝4敗)  | [ 130 ] |
| B級1組     | 野月浩貴八段   | B級2組(10勝0敗) | [ 131 ] |
| B級1組     | 畠山鎮七段     | B級2組(9勝1敗)  | [ 131 ] |
| B級2組     | 千田翔太六段   | C級1組(10勝0敗) | [ 132 ] |
| B級2組     | 永瀬拓矢七段   | C級1組(9勝1敗)  | [ 132 ] |
| C級1組     | 藤井聡太六段   | C級2組(10勝0敗) | [ 133 ] |
| C級1組     | 都成竜馬五段   | C級2組(8勝2敗)  | [ 133 ] |
| C級1組     | 増田康宏五段   | C級2組(8勝2敗)  | [ 133 ] |

| 次期クラス   | 棋士         | 成績           | 注      |
| ------------ | ------------ | -------------- | ------- |
| B級1組       | 渡辺明棋王   | A級(4勝6敗)    | [ 134 ] |
| B級1組       | 行方尚史八段 | A級(3勝7敗)    | [ 134 ] |
| B級1組       | 屋敷伸之九段 | A級(2勝8敗)    | [ 134 ] |
| B級2組       | 丸山忠久九段 | B級1組(2勝8敗) | [ 130 ] |
| C級1組       | 森下卓九段   | B級1組(3勝7敗) | [ 131 ] |
| C級1組       | 青野照市九段 | B級1組(2勝8敗) | [ 131 ] |
| C級2組       | 長沼洋七段   | C級1組(2勝8敗) | [ 132 ] |
| フリークラス | 岡崎洋七段   | C級2組(3勝7敗) | [ 133 ] |
| フリークラス | 小林健二九段 | 宣言           | [ 121 ] |
| フリークラス | 神崎健二八段 | 宣言           | [ 121 ] |

### 竜王ランキング戦
第30期竜王戦ランキング戦（2016年12月 - 2017年9月）
| 次期クラス | 棋士           | 成績    | 注      |
| ---------- | -------------- | ------- | ------- |
| 1組        | 稲葉陽八段     | 2組優勝 | [ 135 ] |
| 1組        | 佐藤康光九段   | 2組2位  | [ 135 ] |
| 1組        | 永瀬拓矢六段   | 2組3位  | [ 135 ] |
| 1組        | 広瀬章人八段   | 2組3位  | [ 135 ] |
| 2組        | 村山慈明七段   | 3組優勝 | [ 136 ] |
| 2組        | 畠山鎮七段     | 3組2位  | [ 136 ] |
| 2組        | 小林裕士七段   | 3組3位  | [ 136 ] |
| 2組        | 大石直嗣六段   | 3組3位  | [ 136 ] |
| 3組        | 佐々木勇気五段 | 4組優勝 | [ 137 ] |
| 3組        | 千葉幸生六段   | 4組2位  | [ 137 ] |
| 3組        | 飯塚祐紀七段   | 4組3位  | [ 137 ] |
| 3組        | 斎藤慎太郎七段 | 4組3位  | [ 137 ] |
| 4組        | 増田康宏四段   | 5組優勝 | [ 138 ] |
| 4組        | 伊藤真吾五段   | 5組2位  | [ 138 ] |
| 4組        | 宮田敦史六段   | 5組3位  | [ 138 ] |
| 4組        | 三枚堂達也六段 | 5組3位  | [ 138 ] |
| 5組        | 藤井聡太四段   | 6組優勝 | [ 139 ] |
| 5組        | 近藤誠也四段   | 6組2位  | [ 139 ] |
| 5組        | 金井恒太六段   | 6組3位  | [ 139 ] |
| 5組        | 石井健太郎四段 | 6組3位  | [ 139 ] |

| 次期クラス | 棋士           | 成績                      | 注      |
| ---------- | -------------- | ------------------------- | ------- |
| 2組        | 山崎隆之八段   | 5位決定戦 初戦敗退        | [ 140 ] |
| 2組        | 三浦弘行九段   | 5位決定戦 初戦敗退        | [ 140 ] |
| 2組        | 深浦康市九段   | 5位決定戦 初戦敗退        | [ 140 ] |
| 2組        | 佐藤天彦名人   | 5位決定戦 初戦敗退        | [ 140 ] |
| 3組        | 中村太地六段   | 2組 昇級者決定戦 初戦敗退 | [ 135 ] |
| 3組        | 行方尚史八段   | 2組 昇級者決定戦 初戦敗退 | [ 135 ] |
| 3組        | 鈴木大介八段   | 2組 昇級者決定戦 初戦敗退 | [ 135 ] |
| 3組        | 及川拓馬六段   | 2組 昇級者決定戦 初戦敗退 | [ 135 ] |
| 4組        | 西尾明六段     | 3組 昇級者決定戦 初戦敗退 | [ 136 ] |
| 4組        | 塚田泰明九段   | 3組 昇級者決定戦 初戦敗退 | [ 136 ] |
| 4組        | 高崎一生六段   | 3組 昇級者決定戦 初戦敗退 | [ 136 ] |
| 4組        | 谷川浩司九段   | 3組 昇級者決定戦 初戦敗退 | [ 136 ] |
| 5組        | 長沼洋七段     | 4組残留 決定戦敗退        | [ 137 ] |
| 5組        | 田村康介七段   | 4組残留 決定戦敗退        | [ 137 ] |
| 5組        | 堀口一史座七段 | 4組残留 決定戦敗退        | [ 137 ] |
| 5組        | 阿部隆八段     | 4組残留 決定戦敗退        | [ 137 ] |
| 6組        | 高野秀行六段   | 5組残留 決定戦敗退        | [ 138 ] |
| 6組        | 福崎文吾九段   | 5組残留 決定戦敗退        | [ 138 ] |
| 6組        | 泉正樹八段     | 5組残留 決定戦敗退        | [ 138 ] |
| 6組        | 有森浩三七段   | 5組残留 決定戦敗退        | [ 138 ] |

### 将棋大賞
第45回将棋大賞
| 各賞             | 受賞者                      | 受賞          | 備考                                             |
| ---------------- | --------------------------- | ------------- | ------------------------------------------------ |
| 最優秀棋士賞     | 羽生善治竜王                | 2年ぶり22回目 |                                                  |
| 特別賞           | 藤井聡太六段                | 初            |                                                  |
| 優秀棋士賞       | 菅井竜也王位                | 初            |                                                  |
| 敢闘賞           | 豊島将之八段                | 初            |                                                  |
| 新人賞           | 藤井聡太六段                | 初            |                                                  |
| 最多対局賞       | 藤井聡太六段                | 初            | 73局                                             |
| 最多勝利賞       | 藤井聡太六段                | 初            | 61勝                                             |
| 勝率一位賞       | 藤井聡太六段                | 初            | .836(61勝12敗)                                   |
| 連勝賞           | 藤井聡太六段                | 初            | 29連勝(歴代1位) (2016年12月24日 - 2017年6月26日) |
| 最優秀女流棋士賞 | 里見香奈女流五冠            | 3年連続8回目  |                                                  |
| 優秀女流棋士賞   | 伊藤沙恵女流二段            | 初            |                                                  |
| 女流最多対局賞   | 伊藤沙恵女流二段            | 初            | 41局                                             |
| 東京記者会賞     | 森雞二九段                  |               |                                                  |
| 升田賞           | 青野照市九段                | 2回目         | 横歩取り青野流                                   |
| 升田賞           | 佐々木勇気六段              | 初            | 横歩取り勇気流                                   |
| 升田賞特別賞     | (故)大内延介九段            | 初            | 振飛車穴熊を戦法に確立した工夫                   |
| 名局賞           | ●渡辺明竜王 ○羽生善治棋聖   |               | 第30期竜王戦七番勝負第4局                        |
| 名局賞特別賞     | ○藤井聡太五段 ●広瀬章人八段 |               | 第11回朝日杯将棋オープン戦本戦決勝               |
| 名局賞特別賞     | ○牧野光則五段 ●中尾敏之五段 |               | 第31期竜王戦6組ランキング戦(持将棋局)            |

- 第45回より「女流棋士賞」を「優秀女流棋士」に名称を変更[141]。
- 藤井聡太六段が将棋大賞記録4部門（対局数・勝利数・勝率・連勝）を独占。4部門独占は内藤國雄（1969年）、羽生善治（1988、1989、1992、2000年）に次ぐ3人目[142]。
- 最優秀棋士賞の選考は羽生善治竜王と藤井聡太六段の一騎打ちとなり、9票対4票で羽生が最優秀となった。藤井は「最優秀棋士賞に極めて近い」という意味で特別賞となった[143]。

### 年度成績一覧
全棋士・全女流棋士 年度成績・通算成績一覧（2018年3月31日時点）
- 全棋士・全女流棋士 年度成績・通算成績 - #1
- 全棋士・全女流棋士 年度成績・通算成績 - #2
- 全棋士・全女流棋士 年度成績・通算成績 - #3
- 全棋士・全女流棋士 年度成績・通算成績 - #4

- 2017年度 棋士成績一覧 / 棋士成績ランキング上位（日本将棋連盟 webサイト）
- 2017年度 女流棋士成績一覧 / 女流棋士成績ランキング上位（日本将棋連盟 webサイト）

## 昇段・引退
| 昇段     | 棋士                        | 昇段日            | 昇段理由                    | 注      |
| -------- | --------------------------- | ----------------- | --------------------------- | ------- |
| 四段     | 西田拓也                    | 2017年04月01日    | 第60回奨励会三段リーグ戦1位 | [ 145 ] |
| 四段     | 杉本和陽                    | 2017年04月01日    | 第60回奨励会三段リーグ戦2位 | [ 145 ] |
| 四段     | 斎藤明日斗                  | 2017年10月01日    | 第61回奨励会三段リーグ戦1位 | [ 146 ] |
| 四段     | 古森悠太                    | 2017年10月01日    | 第61回奨励会三段リーグ戦2位 | [ 146 ] |
| 五段     | 三枚堂達也                  | 2017年07月27日    | 勝数規定                    | [ 147 ] |
| 五段     | 石田直裕                    | 2017年08月15日    | 勝数規定                    | [ 148 ] |
| 五段     | 石井健太郎                  | 2017年10月30日    | 勝数規定                    | [ 149 ] |
| 五段     | 増田康宏                    | 2018年01月12日    | 勝数規定                    | [ 150 ] |
| 五段     | 藤井聡太                    | 2018年02月01日    | 順位戦C級1組昇級            | [ 151 ] |
| 五段     | 都成竜馬                    | 2018年03月15日    | 順位戦C級1組昇級            | [ 152 ] |
| 六段     | 佐々木勇気                  | 2017年07月11日    | 勝数規定                    | [ 153 ] |
| 六段     | 村田顕弘                    | 2017年11月07日    | 勝数規定                    | [ 154 ] |
| 六段     | 三枚堂達也                  | 2017年11月24日    | 竜王ランキング戦連続昇級    | [ 155 ] |
| 六段     | 高見泰地                    | 2018年01月29日    | タイトル挑戦(叡王戦)        | [ 156 ] |
| 六段     | 藤井聡太                    | 2018年02月17日    | 全棋士参加棋戦優勝(朝日杯)  | [ 157 ] |
| 六段     | 遠山雄亮                    | 2018年02月23日    | 勝数規定                    | [ 158 ] |
| 七段     | 伊藤博文                    | 2017年04月01日    | フリークラス規定により      | [ 159 ] |
| 七段     | 木下浩一                    | 2017年04月01日    | フリークラス規定により      | [ 159 ] |
| 七段     | 飯田弘之                    | 2017年04月01日    | 引退棋士規定により          | [ 159 ] |
| 七段     | 中村太地                    | 2017年10月11日    | タイトル1期(王座)           | [ 160 ] |
| 七段     | 川上猛                      | 2017年10月17日    | 勝数規定                    | [ 161 ] |
| 七段     | 大石直嗣                    | 2017年11月01日    | 竜王ランキング戦連続昇級    | [ 162 ] |
| 七段     | 永瀬拓矢                    | 2017年11月22日    | 竜王ランキング戦1組昇級     | [ 163 ] |
| 七段     | 千葉幸生                    | 2018年02月06日    | 勝数規定                    | [ 164 ] |
| 七段     | 岡崎洋                      | 2018年02月19日    | 勝数規定                    | [ 165 ] |
| 九段     | 木村一基                    | 2017年06月26日    | 勝数規定                    | [ 166 ] |
|          |                             |                   |                             |         |
| 昇段(級) | 女流棋士                    | 昇段(級)日        | 昇段(級)理由                | 注      |
| 女流2級  | 武富礼衣                    | 2018年02月06日    | 女流名人戦予選決勝進出      | [ 167 ] |
| 女流2級  | 小高佐季子                  | 2018年02月06日    | 女流名人戦予選決勝進出      | [ 168 ] |
| 女流1級  | カロリーナ・ ステチェンスカ | 2017年04月01日    | 年度指し分け以上(7勝以上)   | [ 159 ] |
| 女流1級  | 塚田恵梨花                  | 2017年06月23日    | 女流王座戦本戦入り          | [ 169 ] |
| 女流初段 | 里見咲紀                    | 2017年04月01日    | 年度指し分け以上(7勝以上)   | [ 159 ] |
| 女流初段 | 武富礼衣                    | 2018年03月09日    | 女流名人戦リーグ入り        | [ 170 ] |
| 女流二段 | 井道千尋                    | 2017年06月28日    | 勝数規定                    | [ 171 ] |
| 女流二段 | 渡部愛                      | 2017年11月14日    | 勝数規定                    | [ 172 ] |
| 女流四段 | 高群佐知子                  | 2018年01月21日    | 勝数規定                    | [ 173 ] |
| 女流六段 | 蛸島彰子                    | 2017年05月21日    | LPSA理事会による審議        | [ 174 ] |
|          |                             |                   |                             |         |
| 引退     | 棋士/女流棋士(最終段位)     | 引退日/最終対局日 | 引退理由                    | 注      |
| 引退     | 森雞二 九段                 | 2017年05月10日    | フリークラス棋士規定により  | [ 175 ] |
| 引退     | 宮田利男 八段               | 2017年05月16日    | フリークラス棋士規定により  | [ 175 ] |
| 引退     | 森信雄 七段                 | 2017年05月16日    | フリークラス棋士規定により  | [ 175 ] |
| 引退     | 堀口弘治 七段               | 2017年06月01日    | フリークラス棋士規定により  | [ 176 ] |
| 引退     | 加藤一二三 九段             | 2017年06月20日    | フリークラス棋士規定により  | [ 177 ] |
| 引退     | 蛸島彰子 女流六段           | 2018年02月16日    | 自主引退                    | [ 178 ] |
| 引退     | 久津知子 女流二段           | 2018年03月31日    | 女流棋士引退規定により      | [ 179 ] |